# Christina Grimmie
Christina Victoria Grimmie (n. 12 martie 1994 – d. 10 iunie 2016), înregistrată pe YouTube sub pseudonimul „zeldaxlove64”, a fost o cântăreață și pianistă cunoscută pentru coverurile realizate pe baza unor hituri interpretate de artiști precum Demi Lovato, Selena Gomez, Christina Aguilera, Miley Cyrus, Justin Bieber, Lady Gaga, Adele etc.

În data de 10 iunie 2016, Christina Grimmie a fost împușcată de Kevin James Loibl, după un concert al formației Before you Exit din Orlando, Florida. Suspectul s-a sinucis ulterior. A fost spitalizată în stare critică, iar decesul a fost anunțat câteva ore mai târziu datorită incidentului.

## Copilăria
Christina s-a născut și a crescut în Marlton, New Jersey. Aceasta avea origini italiene și românești.  A început să cânte de la vârsta de 4 ani, învățând să cânte la pian la 10 ani. Tatăl ei a observat talentul ei muzical încă de la vârsta de 6 ani. În ciuda faptului că a făcut cursuri de pian, a preferat să cânte tot după ureche. Din punct de vedere religios, Christina era creștină. Începând din septembrie 2010, Grimmie a urmat cursurile liceale de acasă.

## Recunoașterea pe YouTube
Primul videoclip pe care l-a încărcat pe contul ei este un cover după melodia „Don't Wanna Be Torn” de Miley Cyrus. Christina este cunoscută mai ales pentru duetul ei cu starul Youtube Sam Tsui, în care au realizat un cover după hitul lui Nelly- "Just a Dream", ce a adunat peste 41,5 milioane de vizualizări între cele 2 lansări oficiale ale videoclipului, până la data de 24 iunie 2011. Christina a reușit să adune peste 25 milioane de vizualizări pe YouTube, 300 de milioane de vizualizări în total și peste 1,6 milioane de abonați, până la mijlocul lunii iunie  2012, fapt ce a transformat-o în al 5-lea muzician pe YouTube după numărul de abonați. Totodată, a reușit să se claseze în Top 5 (în urma voturilor utilizatorilor), într-o competiție desfășurată pe mai multe săptămâni pe platforma YouTube, în cadrul acestei competiții făcând parte și nume sonore ale muzicii, precum Selena Gomez, Rihanna, Nicki Minaj sau Justin Bieber.

## Cariera muzicală
Grimmie a efectuat un concert de binefacere la UNICEF și a făcut parte din ca voce a doua pentru Selena Gomez & Scene, fiind de asemenea în turneul Digitour (primul turneu desemnat artiștilor de pe Youtube). Ea a apărut în Social Billboard 50.
În același timp, Christina a fost artistul care a deschis pentru Selena Gomez & Scene, în concertele pe care aceștia le-au susținut în cadrul The DigiTour. A fost în turneu cu Selena Gomez & The Scene începând din 28 iulie 2011 (în cadrul turneului intitulat "We Own the Night Tour" care se va desfășura pe toată perioada verii în orașe din S.U.A. și Canada)..  Ea a lansat un album EP, intitulat Find Me, pe 14 iunie 2011.
Primul ei single "Advice" (Sfat) a fost lansat la Radio Disney pe 11 iunie 2011, videoclipul fiind lansat mai târziu pe canalul ei de YouTube și iTunes cu posibilitatea de descărcare gratuită. Christina a fost invitată la emisiunea celebră The Ellen DeGeneres Show'’ pe data de 10 octombrie 2011, în cadrul căreia a  interpretat melodia lui Lil Wayne ,,How to Love’’ împreună cu un alt faimos YouTuber, Tyler Ward. Pe 20 noiembrie 2011, Grimmie a interpretat o melodie în show-ul dinaintea American Muzical Awards (Premiile Americane Muzicale), alături de Taio Cruz a piesei intitulată "Higher" (Din ce în ce mai sus)". Grimmie a deschis și showul american cu interpretarea piesei sale ,,Not Fragile” împreună cu Selena Gomez și trupa ,,The Scene’’. 
Christina Grimmie a fost invitatul special în spectacolul muzical intitulat ,,So Random’’ al postului american de televiziune ,,Disney Channel”, în cadrul acestui program ea interpretând hitul ei "Advice", premiera având loc pe 11 decembrie 2011.

## Fundația „Christina Grimmie”
Fundația „Christina Grimmie” a fost fondată oficial în aprilie 2017 de către membrii familiei Grimmie în memoria Christinei pentru a sprijini familiile persoanelor implicate în incidente cu arme. Pe lângă sprijinul financiar oferit de fundație, acesta are drept scop și formarea unei comunității de sprijin emoțional pentru familiile afectate de aceste incidente. Conform unei statistici, de la fondarea fundației în 2017 și până în prezent a fost donată o sumă de peste 420.000 de dolari.

## Preferințe
Personajul ei favorit din jocurile video era Link (Legenda lui Zelda).
Cântăreața ei favorită era Christina Aguilera, iar trupa ei favorită era Metallica.
Culoarea ei preferată era verde. Modelele ei în viață erau Iisus și fratele ei mai mare, Mark. Printre filmele ei preferate se numără Liar Liar, Yes Man, National Treasure, Click, Happy Gilmore și orice film cu Jim Carrey sau Adam Sandler.

## Discografie
- 2011: Find Me

Videoclip realizat pentru single-ul ,,Advice", a fost lansat pe 19 iulie 2011 pe iTunes și YouTube..
Selena Gomez și-a exprimat sprijinul ei pentru albumul Christinei pe contul ei de Twitter, încurajând fanii să cumpere albumul. Ea a spus de asemenea că "Liar Liar" este piesa ei preferată.
- 2013  With Love

## Discuri single
- Advice (2011);
- Not Fragile (2011);
- Liar, Liar (2011).

## Cântece interpretate

### 2009
- "I Don't Wanna Be Torn" de Hannah Montana
- "Dear Friend" de Stacie Orrico
- "Party in the U.S.A." de Miley Cyrus
- "Catch Me" de Demi Lovato
- "Energy" de Keri Hilson
- "Don't Forget" de Demi Lovato
- "Never Say Never" de The Fray
- "Crazier" de Taylor Swift
- "Everytime You Lie" de Demi Lovato
- "When You Look Me in the Eyes" de Jonas Brothers
- "One Time" de Justin Bieber
- "Unfaithful" de Rihanna
- "My Heart Will Go On" de Céline Dion
- "What Hurts the Most" de Rascal Flatts
- "Apology" de Cristina Marie
- "Fireflies" de Owl City
- "Only Hope" de Switchfoot
- "The Way I Loved You" de Selena Gomez & The Scene
- "White Christmas" de Bing Crosby
- "When I Look at You" de Miley Cyrus

### 2010
- "Everytime We Touch" de Cascada
- "Lift Me Up" de Christina Aguilera
- "The Voice Within" de Christina Aguilera
- "Naturally" de Selena Gomez & the Scene
- "Hey, Soul Sister" de Train
- "Baby" de Justin Bieber
- "Break Your Heart" (featuring Tiffany Alvord) de Taio Cruz
- "Hallelujah" de Leonard Cohen
- "Halo" de Beyoncé
- Medley: When I Look at You / Goodbye / 7 Things / See You Again / The Climb / If We Were a Movie / Before The Storm / Breakout / The Best of Both Worlds de Miley Cyrus
- "Telephone" de Lady Gaga feat. Beyoncé
- "Impossible" de Shontelle
- "Pyramid" de Charice feat. Iyaz
- "You Lost Me" de Christina Aguilera
- "Shark in the Water" de V V Brown
- Medley: Fallin' (Alicia Keys) / Walk Away (Christina Aguilera) / Alejandro (Lady Gaga) / Billionaire (Travie McCoy feat. Bruno Mars) / Airplanes (B.o.B feat. Hayley Williams) / Dynamite (Taio Cruz) / Tik Tok (Kesha) / California Gurls (Katy Perry feat. Snoop Dogg)
- "A Year Without Rain" de Selena Gomez & the Scene
- "DJ Got Us Fallin' in Love" (featuring Alex Goot) de Usher feat. Pitbull
- "Beat It" de Michael Jackson
- "Hurt" de Christina Aguilera
- Medley: Just a Dream (Nelly) / Just the Way You Are (Bruno Mars) / Teenage Dream (Katy Perry) / Animal (Neon Trees) / Firework (Katy Perry)
- "Just a Dream" (featuring Sam Tsui) de Nelly
- "Grenade" de Bruno Mars
- "All I Want for Christmas Is You" de Mariah Carey
- "A Little More Of Us" de Stereo Skyline

### 2011
- "Firework" de Katy Perry
- "Jar of Hearts" de Christina Perri
- "Only Girl (In the World)" by Rihanna
- "Back to December" de Taylor Swift
- "Bad Romance" de Lady Gaga
- "F**kin' Perfect" de Pink
- "Through Glass" (featuring Mark Grimmie) de Stone Sour
- "Rolling in the Deep" de Adele
- "Pray" de Justin Bieber
- "Who Says" de Selena Gomez & the Scene
- "E.T." de Katy Perry
- "Forget You" de Cee Lo Green
- "Price Tag" de Jessie J feat. B.o.B
- "Bound to You" de Christina Aguilera
- "The Edge of Glory" de Lady Gaga
- "Set Fire to the Rain" de Adele
- Medley: Crushcrushcrush / The Only Exception / Decode / Misery Business by Paramore
- "Someone Like You" Adele
- "Skyscraper" de Demi Lovato
- "Billie Jean" (featuring Noah Guthrie) de Michael Jackson
- "Lonely Day" (featuring Mark Grimmie) de System of a Down
- "How to Love" (featuring Tyler Ward) de Lil Wayne
- "One and Only" de Adele
- "Your Song" de Elton John
- "Stereo Hearts" de Gym Class Heroes feat. Adam Levine
- "We Found Love" de Rihanna feat. Calvin Harris
- "It Will Rain" de Bruno Mars
- "The One That Got Away" by Katy Perry
- "O Holy Night" (Christmas carol)

### 2012
- "I Won't Give Up" de Jason Mraz
- "I Will Always Love You" de Whitney Houston
- "Somebody That I Used to Know" de Gotye feat. Kimbra
- "Cinema (Skrillex Remix)" de Benny Benassi
- "Safe & Sound (song)" by Taylor Swift feat. The Civil Wars
- "In Christ Alone" de Owl City
- "The Dragonborn Comes" de Skyrim
- "Titanium" de David Guetta feat. Sia
- "Some nights" de Fun.
- "With you,Friends" de Skrillex
- "Locked out of Heaven" de Bruno Mars

### Cele mai vizionate videoclipuri
Până la data de 25 februarie 2012, topul celor mai vizionate videoclipuri încărcate de Christina Grimmie pe Youtube sunt:
| #  | Melodia                                         | Interpretată în original de către | Încărcată pe Youtube la data de | Vizualizări |
| -- | ----------------------------------------------- | --------------------------------- | ------------------------------- | ----------- |
| 1  | E.T.                                            | Katy Perry                        | 8 aprilie 2011                  | 12,963,178  |
| 2  | Party in the U.S.A.                             | Miley Cyrus                       | 12 august 2009                  | 11,013,008  |
| 3  | Just a Dream (featuring Sam Tsui)               | Nelly                             | 20 noiembrie 2010               | 10,849,981  |
| 4  | Fireflies                                       | Owl City                          | 15 noiembrie 2009               | 9,047,847   |
| 5  | Skyscraper                                      | Demi Lovato                       | 16 iulie 2011                   | 7,868,087   |
| 6  | Miley Cyrus Medley (featuring Kurt Schneider)   | Miley Cyrus                       | 2 mai 2010                      | 7,832,447   |
| 7  | Grenade                                         | Bruno Mars                        | 18 decembrie 2010               | 7,217,941   |
| 8  | Advice (Videoclip oficial)                      | Christina Grimmie                 | 19 iulie 2011                   | 7,047,005   |
| 9  | One Time                                        | Justin Bieber                     | 10 Seprembrie, 2009             | 6,449,299   |
| 10 | DJ Got Us Fallin' in Love (featuring Alex Goot) | Usher feat. Pitbull               | 21 septembrie 2010              | 5,692,242   |

## Videoclipuri
- „Advice” [21]

## Albume

### Find Me
Find Me este un album de tip EP (extended play) lansat în 2011.
| Nr. | Numele piesei                       | Compozitori                                              | Durata în minute |
| --- | ----------------------------------- | -------------------------------------------------------- | ---------------- |
| 1   | „Ugly”- (Urât)                      | Christina Grimmie                                        | 3:09             |
| 2   | „Unforgivable”- (De neiertat)       | Christina Grimmie                                        | 3:53             |
| 3   | „Advice”- (Sfat)                    | Christina Grimmie, Selena Gomez                          | 3:35             |
| 4   | „King of Thieves”- (Regele hoților) | Aimée Proal, Jens Gad, Vincent Stein, Konstantin Scherer | 4:30             |
| 5   | „Not Fragile”- (Nu sunt fragilă)    | Christina Grimmie                                        | 3:31             |
| 6   | „Find Me”- (Găsește-mă)             | Christina Grimmie                                        | 3:36             |
| 7   | „Liar, liar”- (Mincinosule)         | Christina Grimmie                                        | 3:26             |
| 8   | „Counting”- (Numărând)              | Christina Grimmie                                        | 3:19             |

## Premii și nominalizări

### American Music Awards 2011
| Anul | Categoria                  | Premiul                  | Rezultatul |
| ---- | -------------------------- | ------------------------ | ---------- |
|      |                            |                          |            |
| 2011 | New Media Honoree (Female) | „American Music Awards ” | Câștigat   |

### Intense Radio Music Awards 2012
| Anul | Categoria                | Premiul                           | Rezultatul |
| ---- | ------------------------ | --------------------------------- | ---------- |
|      |                          |                                   |            |
| 2012 | Best Female Cover Artist | Intense Radio Music Award(female) | Câștigat   |

## Filme publicitare
În august 2010 a apărut în prima sa reclamă pentru colecția de haine 'Dream Out Loud' a Selenei Gomez.
În noiembrie 2011 Christina Grimmie a participat la două concursuri, în scopul de a juca în reclame:
- Un spot pentru Kinect Sezonul Sports 2 pe Xbox 360, împreună cu Selena Gomez.[25]
- Un alt spot realizat și produs de Sean Babas numit "Showdown" pentru Doritos chips-uri, care a fost implicat cu Dallas Lovato.[26]